# Ferrocarril General Manuel Belgrano
O Ferrocarril General Manuel Belgrano (FCGMB), chamado assim em honra ao prócer argentino Manuel Belgrano, é o mais extenso da rede ferroviária argentina. De bitola métrica, foi formado em 1949 para incorporar todos os ramais de bitola larga operados pelos Ferrocarriles do Estado ao momento de estatização da rede ferroviária.
Sua linha principal parte desde a cabeceira da Estação Retiro, na Cidade de Buenos Aires, e se dirige para o norte da Argentina, percorrendo as províncias de Buenos Aires, Santa Fe, Córdoba, San Luis, Mendoza, San Juan, La Rioja, Catamarca, Tucumán, Santiago del Estero, Chaco, Formosa, Salta e Jujuy. Cumpre um rol econômico clave para a produção das províncias do noroeste e nordeste do país, posto que permite transportar-la para os principais centros de consumo e portos.

## Estrutura

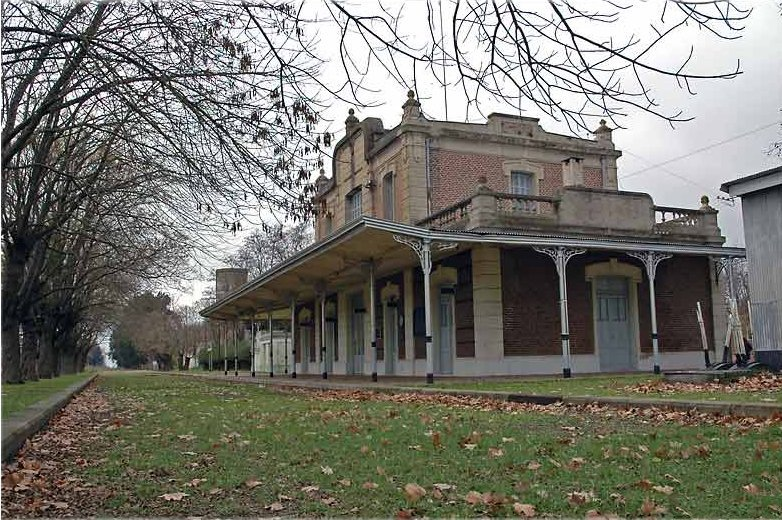
Estação Patricios, há anos sem trens

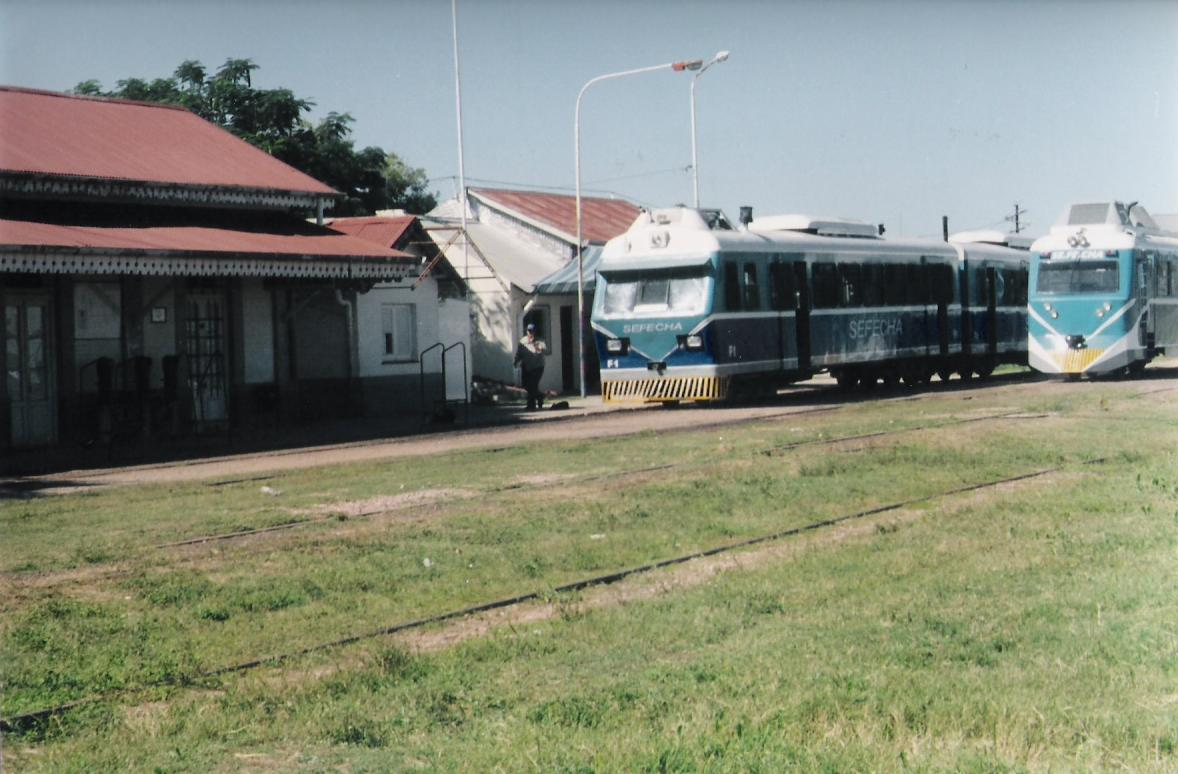
A Estação Cacuí, na província do Chaco. Se observam duas formações de SEFECHA

No setor metropolitano da Cidade de Buenos Aires o Ferrocarril Belgrano se encontra dividido nas linhas Belgrano Norte e Belgrano Sul. A primeira foi concessionada pela antiga FEMESA para a empresa Ferrovías, e a segunda para a UGOFE apos rescindir-se o contrato para a empresa Metropolitano. A partir da localidade de Villa Rosa, última estação do Belgrano Norte, começa o Ferrocarril Belgrano Cargas, que como indica seu nome apenas leva cargas e não cumpre serviço de passageiros. Anteriormente o serviço de passageiros chegava até La Quiaca e incluso algumas formações passavam para Bolívia, mas isto foi suspendido na década de 1970.
Na província do Chaco, a empresa provincial Serviços Ferroviários do Chaco realiza serviço de passageiros em alguns ramais que tem sido recondicionados nos últimos anos. Existem projetos para reativar os serviços de passageiros e cargas entre La Quiaca e San Salvador de Jujuy, na província de Jujuy. Os constantes projetos de reativação se topam com ramais que foram levantados ou se encontram em estado de total abandono, sobre todo desde a desarticulação de Ferrocarriles Argentinos em 1991. 
Em 2006 se planejou a possibilidade de que um trem de alta velocidade a construir-se entre Buenos Aires e Rosário seguindo o traçado do Ferrocarril Belgrano até o final da linha Belgrano Norte ou diretamente na totalidade do trajeto. A outra possibilidade é utilizar o traçado do Ferrovia General Mitre.

## Grande Buenos Aires

### Linha Belgrano Norte

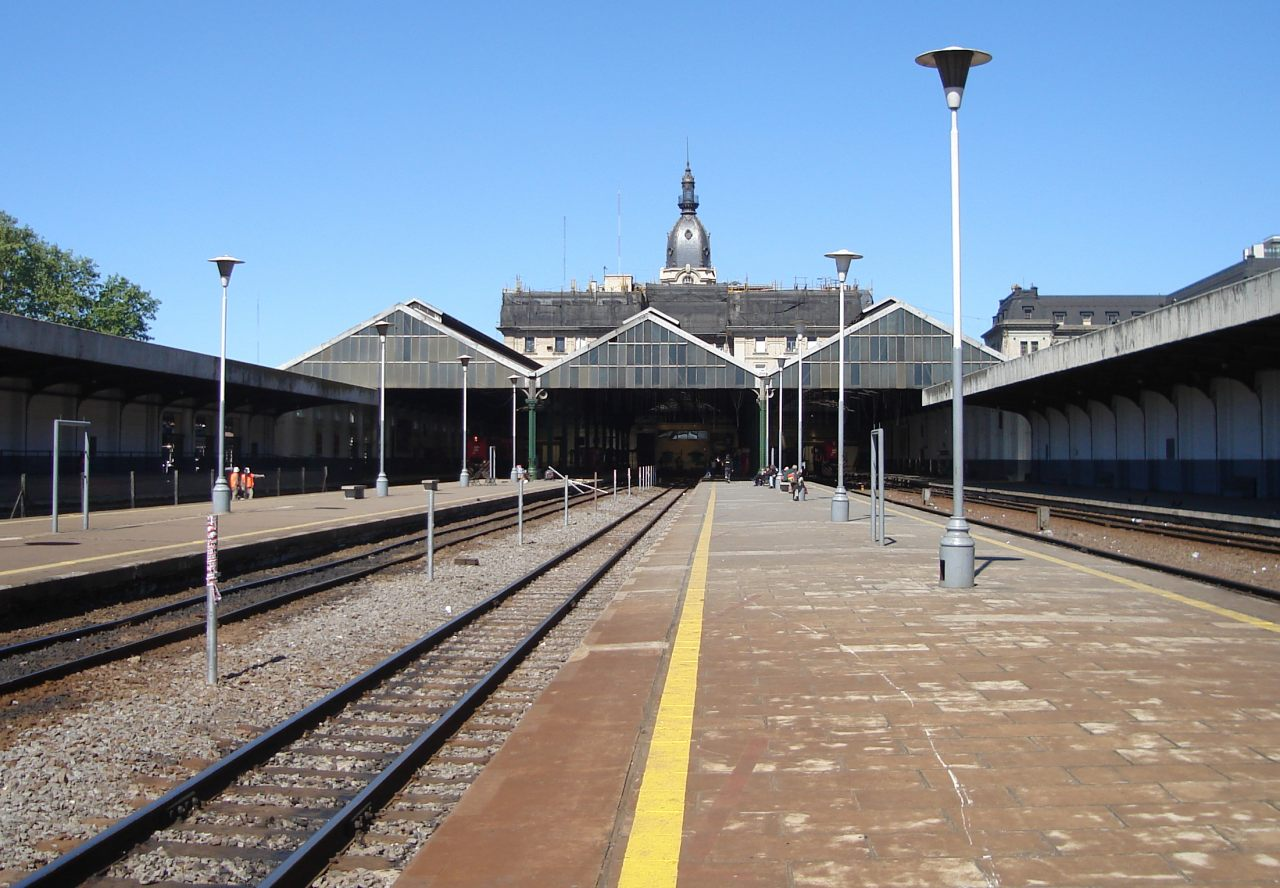
Vista da Estação Retiro

A linha Belgrano Norte do Ferrocarril General Belgrano recorre desde a estação terminal, Retiro, até a localidade bonaerense de Villa Rosa, em um tramo de 54 km onde se efetua serviço de passageiros, o qual transporta aproximadamente 37,5 milhões de passageiros por ano. Em Villa Rosa começam formalmente as vias do Ferrocarril Belgrano Cargas, que segue para o norte do país. No obstante, os trens de carga chegam até Saldías, nas proximidades de Retiro pelo setor onde se presta serviço de passageiros.

#### Historia

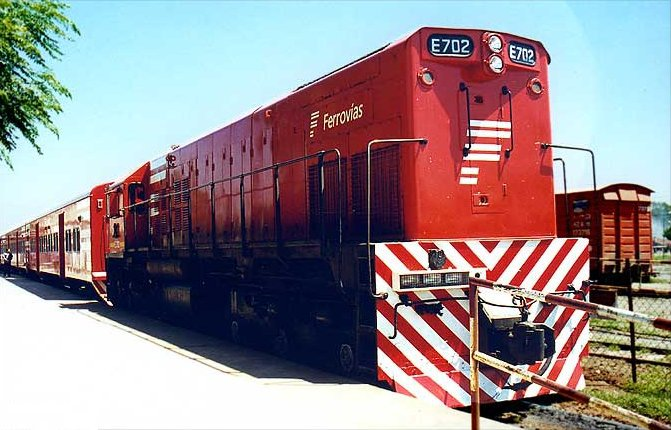
Formação na Estação Villa Rosa

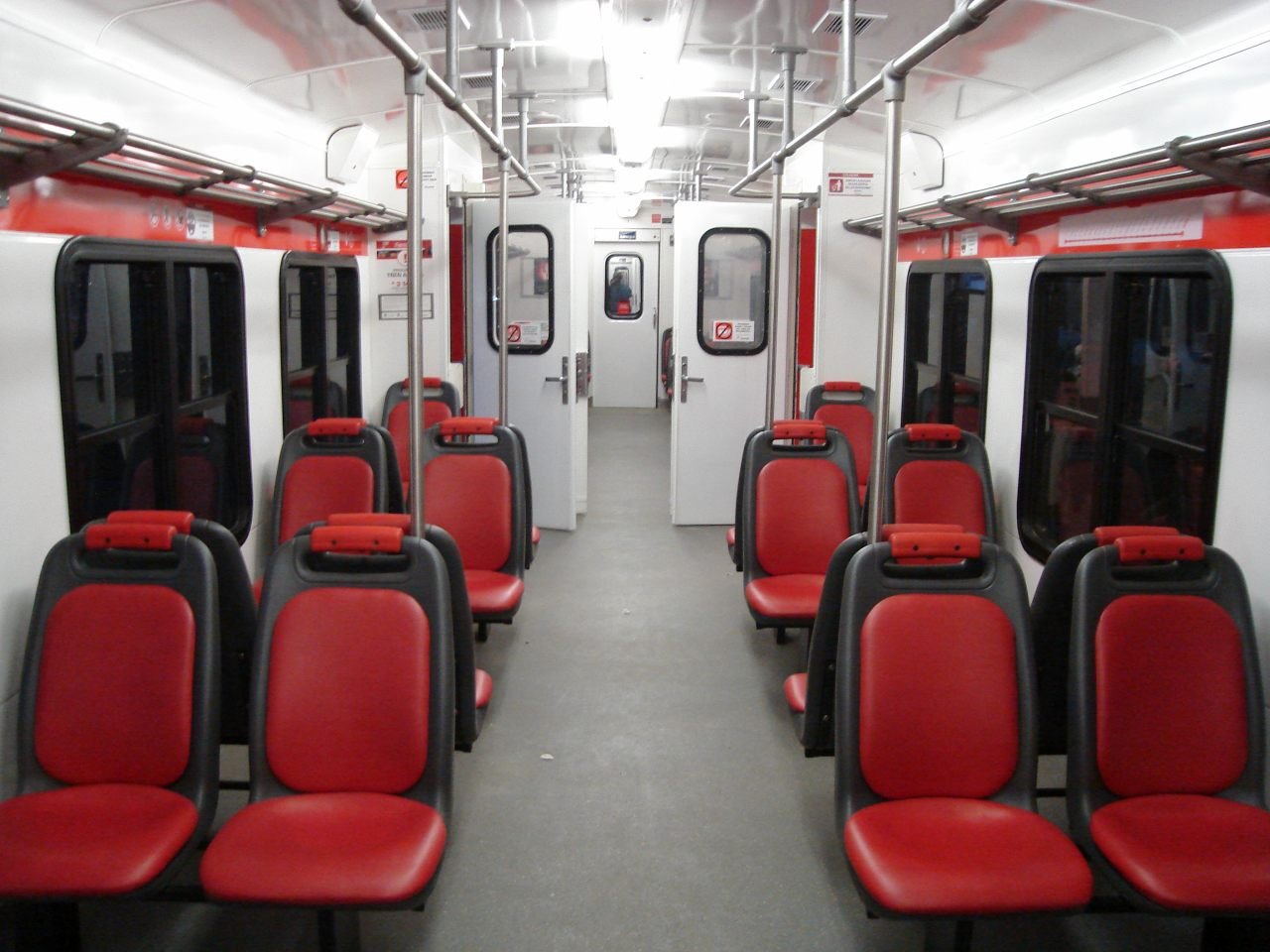
Interior de um carro reformado

O traçado que compõe atualmente o Belgrano Norte fez parte do Ferrocarril Central Córdoba Extensión a Buenos Aires, nome que se lhe dava para a prolongação do Ferrovia Central Córdoba desde Rosário, na província de Santa Fe, para a Cidade de Buenos Aires. O Ferrovia Central Córdoba foi um dos que logo passaram a formar parte do Ferrovia General Belgrano.
O tendido da extensão a Buenos Aires se autorizou até a localidade de Boulogne em 1903 e em 1906 começaram as obras. Em 1909 começaram a correr os primeiros serviços, que partiam de Rosario e chegavam até o terminal provisória, a estação Villa Adelina, que deve seu nome a neta do gerente geral do ferrocarril, Adelina Munro Drysdale. No trajeto para Villa Adelina, os trens paravam nas outras quatro estações existentes ao momento no tramo que é hoje o Belgrano Norte: Villa Rosa, Del Viso, Los Polvorines e Don Torcuato.
Em 1912 se chegou a Retiro e começaram a funcionar serviços locais entre essa estação e Villa Rosa. Inauguraram-se as estações Munro, chamada assim por Duncan McKay Munro, e a parada Kilómetro 14, renomeada logo a Juan B. Justo. Entre esta última estação e Retiro as linhas de ferrovia atravessam a Avenida Maipú, pelo que se construiu uma ponte a nível da rua de uns 15 metros de largura. Esta ponte foi e é conhecida como a Ponte Saavedra. Muito pronto se inaugurou na zona da Ponte Saavedra a parada Bosch ou Kilómetro 12, que a princípios dos anos 1920 se passou a chamar Estação Aristóbulo del Valle.
A atual estação Florida nasceu como parada, sem nome algum, ainda é possível que se chamava Kilómetro 16. Por 1913, ao pavimentar-se a Rua San Martín, se instalou nas imediações da mesma um galpão operador da empresa encarregada da obra, Narciso Agüero & Cía. Este galpão tinha um quartel com o nome Agüero em grandes letras, o que motivou que a parada se chamar Parada Agüero.

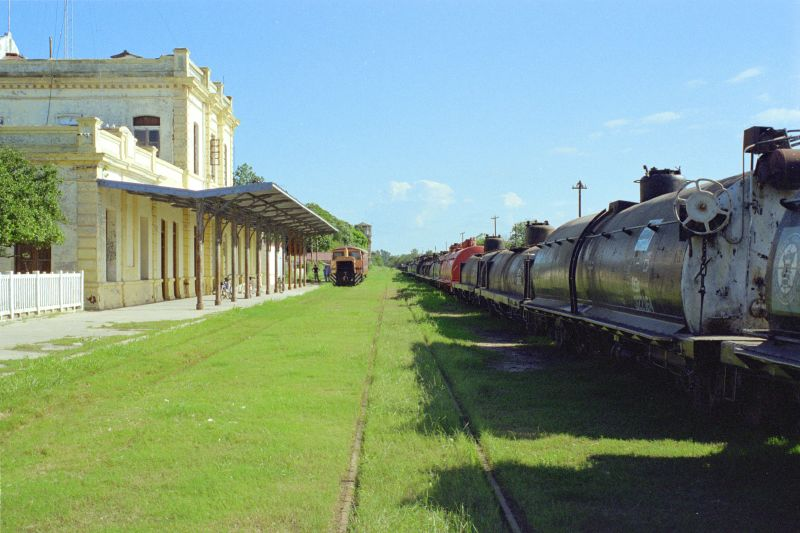
A ex-Estação de Trens de Formosa, a meados de 1999. Atual Pálacio Municipal da Cidade de Formosa

Em 1931 a estação Juan B. Justo foi renomeada M.M. Padilla para diferenciá-la da estação homônima do ramal Retiro-Delta do Ferrocarril General Mitre, localizada a poucas quadras. Nos anos 1930 se criou a Parada Kilómetro 18, para a que se propuseram distintos nomes, como o de Ader, Torre de Ader, Drysdale, La Tahona, etc. O assunto passou a maos da Academia Nacional da Historia, a que sugeriu o nome de Carapachay, e assim se a denominou a partir de 1946.
Em 1938, frente aos problemas financeiros do Ferrocavia Central Córdoba, o Estado Nacional se fez cargo da empresa sob a órbita da empresa pública Ferrocarriles do Estado. Em 1949 os ramais de bitola larga operados por Ferrocarriles do Estado se incorporaram ao novo Ferrocarril General Belgrano, soma de todas as linhas métricas existentes no país ao momento de ser estatizada a rede ferroviária. Foi operado desde então por Ferrocarriles Argentinos, que o chamou Belgrano Norte para distinguir-lo do Linha Belgrano Sul, também urbano e parte do Ferrovia Belgrano.

#### Atualidade
Em 1991, com as reformas do governo de Carlos Menem, a operação da linha Belgrano Norte ficou em mãos de uma nova empresa pública que congregava a todos os ferrocarriles urbanos, FEMESA. Finalmente, em 1994 foi dado em concessão para a empresa Ferrovías, que o opera em 2007.
Em 2007, a linha Belgrano Norte compõe um total de 22 estações, partindo da Capital Federal e atravessando os partidos de Vicente López, San Isidro, Tigre, Malvinas Argentinas e Pilar:
- Retiro (Capital Federal)
- Saldías (Capital Federal)
- Raúl Scalabrini Ortiz (Capital Federal)
- Aristóbulo del Valle (Partido de Vicente Lopez)
- Padilla (Partido de Vicente Lopez)
- Florida (Partido de Vicente Lopez)
- Munro (Partido de Vicente Lopez)
- Carapachay (Partido de Vicente Lopez)
- Villa Adelina (Partido de Vicente Lopez/Partido de San Isidro)
- Boulogne (Partido de San Isidro)
- Vicealmirante Montes (Partido de Tigre)
- Don Torcuato (Partido de Tigre)
- Adolfo Sourdeaux (Partido de Malvinas Argentinas)
- Villa de Mayo (Partido de Malvinas Argentinas)
- Los Polvorines (Partido de Malvinas Argentinas)
- Pablo Nogués (Partido de Malvinas Argentinas)
- Grand Bourg (Partido de Malvinas Argentinas)
- Tierras Altas (Partido de Malvinas Argentinas)
- Tortuguitas (Partido de Malvinas Argentinas)
- Manuel Alberti (Partido de Pilar)
- Del Viso (Partido de Pilar)
- Villa Rosa (Partido de Pilar)

Há vários fracionamentos do serviço durante o dia:
- Retiro- Boulogne
- Retiro-Grand Bourg
- Retiro- Del Viso

### Linha Belgrano Sul
A Linha Belgrano Sul da Ferrovia General Belgrano tem a peculiaridade de compor-se de 2 ramais distintos (Buenos Aires – González Catán e Ponte Alsina – Marinos do Cruzeiro General Belgrano) que não compartilham mais que uma só estação em comum, que inclusive não leva o mesmo nome (Engenheiro Castello para a primeira e Kilómetro 12 para a segunda), e uma tala de vias em Aldo Bonzi construído em 1961.
O ramal entre a estação Buenos Aires — no limite do Parque Patricios e Barracas — e a de González Catán —que possui um sub-ramal a Marinos do Cruzeiro Gral. Belgrano— foi parte da outrora Companhia Geral de Ferrovias na Província de Buenos Aires (CGBA), de capitais franceses, e era um ramal mais de uma extensa rede de quase 3.000 km de extensão que abarcava o centro-oeste da província homônima.
O outro, com cabeceira em Ponte Alsina (localizada imediatamente ao sul do Riachuelo) integrou a outrora Ferrovia Midland, de capitais ingleses, que começou a tender-se em 1906 com destino ao sudoeste da Província de Buenos Aires, inaugurando-se em uma primeira etapa o tramo para Chivilcoy para logo alcançar Carhué. Atualmente só chega até Aldo Bonzi na Grande Buenos Aires

#### Buenos Aires - González Catán
- Buenos Aires (Capital Federal)
- Dr. A. Sáenz (Capital Federal)
- Villa Soldati (Capital Federal)
- Presidente Illia (Capital Federal)
- Villa Lugano (Capital Federal)
- Villa Madero (Partido de La Matanza)
- Marinos do Fournier (Partido de La Matanza)
- Tapiales (Partido de La Matanza)
- Engenheiro Castello (Partido de La Matanza)
- Querandí (Partido de La Matanza)
- Laferrere (Partido de La Matanza)
- María Eva Duarte (Partido de La Matanza)
- Independência (Partido de La Matanza)
- González Catán (Partido de La Matanza)

#### Buenos Aires-KM 38
- Buenos Aires (Capital Federal)
- Dr. A. Sáenz (Capital Federal)
- Villa Soldati (Capital Federal)
- Presidente Illia (Capital Federal)
- Villa Lugano (Capital Federal)
- Villa Madero (Partido de La Matanza)
- Marinos del Fournier (Partido de La Matanza)
- Tapiales (Partido de La Matanza)
- Aldo Bonzi (Partido de La Matanza)
- Sánchez de Mendeville (Partido de La Matanza)
- José Ingenieros (Partido de La Matanza)
- Justo Villegas (Partido de La Matanza)
- Isidro Casanova (Partido de La Matanza)
- Rafael Castillo (Partido de La Matanza)
- Merlo Gómez (Partido de Morón)
- Libertad (Partido de Merlo)
- Marinos do Cruzeiro General Belgrano(Partido de Merlo)
- KM 38 (Partido de Merlo)

### Ponte Alsina-Aldo Bonzi
A continuidade deste serviço está sendo evacuada devido para as instruções no traçado e a falta de barreiras.
- Puente Alsina (Partido de Lanús)
- Villa Diamante (Partido de Lanús)
- Caraza (Partido de Lanús)
- Villa Fiorito (Partido de Lomas de Zamora)
- Engenheiro Budge (Partido de Lomas de Zamora)
- La Salada (Partido de La Matanza)
- Parada KM 12 (Partido de La Matanza)
- Aldo Bonzi (Partido de La Matanza)

## Trem das Serras
O Trem das Serras é a denominação comercial do serviço ferroviário para cargas da empresa Ferrocentral que utiliza o ramal A-1 da Ferrovia Belgrano na Província de Córdoba. Desde agosto de 2007. Em princípio se havia feito um serviço experimental entre Rodriguez del Busto e La Calera. Em julho de 2008 se habilitou o tramo La Calera e Cosquín, porém que em junho de 2009 se estendeu até a estação Alta Córdoba, passando Rodriguez del Busto a ser uma estação intermédia. O percurso atual consta de 11 estações:
- Alta Córdoba (Departamento Capital)
- Rodríguez del Busto (Departamento Capital)
- Argüello (Departamento Capital)
- Tristán Narvaja (Departamento Capital)
- Dumesnil (Departamento Colón)
- La Calera (Departamento Colón)
- Casa Bamba (Departamento Colón)
- Cassaffousth (Departamento Punilla)
- San Roque (Departamento Punilla)
- Santa María de Punilla (Departamento Punilla)
- Cosquín (Departamento Punilla)

## SeFeCha
O Serviços Ferroviários do Chaco é uma empresa propriedade da Província do Chaco. Desde 1996 presta serviços em dita província utilizando carros de segunda mão da espanhola FEVE mais alguns de fabricação própria.

### Puerto Vilelas-Puerto Tirol
- Puerto Vilelas (Departamento San Fernando)
- Cacuí (Departamento San Fernando)
- Resistencia (Departamento San Fernando)
- Puerto Tirol (Departamento Libertad)

### Cacuí-La Sabana
Este serviço chegava a Estação Los Amores na província de Santa Fé, mas foi suspendido por uma divida de dita província com a empresa.
- Cacuí (Departamento San Fernando)
- General Donovan (Departamento General Donovan)
- Desvio Km. 535 (Departamento Libertad)
- Fortín Cardozo (Departamento Libertad)
- Desvio Km. 523 (Departamento Libertad)
- Desvio Km. 519 (Departamento Libertad)
- General. Obligado (Departamento Libertad)
- Km. 501 (Departamento Libertad)
- Cote Lai (Departamento Tapenagá)
- Tapenagá (Departamento Tapenagá)
- Desvio Km. 474 (Departamento Tapenagá)
- Charadai (Departamento Tapenagá)
- Desvio Km. 443 (Departamento Tapenagá)
- La Sabana (Departamento Tapenagá)

### Roque Saenz Peña-Chorotis
- Roque Saenz Peña (Departamento Comandante Fernandez)
- La Mascota (Departamento Comandante Fernandez)
- Napenay (Departamento Independencia)
- Avia Terai (Departamento Independencia)
- Fortín Las Chuñas (Departamento Independencia)
- Corzuela (Departamento General Belgrano)
- Poço do Índio (Departamento 9 de Julio)
- Las Breñas (Departamento 9 de Julio)
- Campo do Céu (Departamento 9 de Julio)
- Charata (Departamento Chacabuco)
- General Pinedo (Departamento 12 de Octubre)
- Itin (Departamento 2 de Abril)
- Charmoso Campo (Departamento 2 de Abril)
- Zuberbuhler (Departamento Fray Justo Santa María de Oro)
- Venados Grandes (Departamento Fray Justo Santa María de Oro)
- Chorotis (Departamento Fray Justo Santa María de Oro)

## Trem para as Nuvens
| Estação                   | msnm  |
| Salta                     | 1.187 |
| Alvarado                  | 1.207 |
| Cerrillos                 | 1.260 |
| Rosario de Lerma          | 1.332 |
| Campo Quijano             | 1.520 |
| V. Toledo                 | 1.587 |
| El Alisal                 | 1.806 |
| Chorrillos                | 2.111 |
| Ingeniero Maury           | 2.358 |
| Gobernador Solá           | 2.550 |
| Puerta de Tastil          | 2.675 |
| Tacuara                   | 3.036 |
| Meseta                    | 2.844 |
| Diego de Almagro          | 3.503 |
| Incahuasi                 | 3.553 |
| Cachinal                  | 3.739 |
| Muñano                    | 3.952 |
| Los Patos                 | 3.842 |
| San Antonio de los Cobres | 3.774 |
| Mina Concordia            | 4.144 |
| La Polvorilla             | 4.220 |

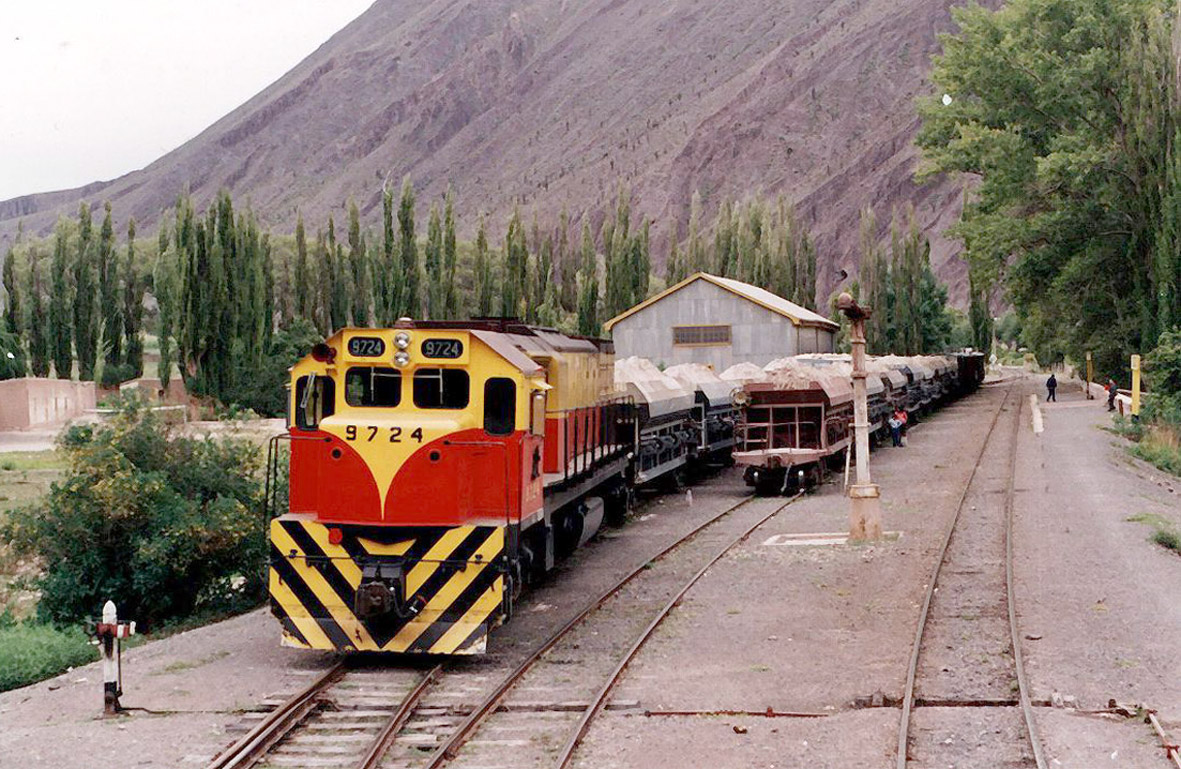
Trem de carga detido em Engenheiro Maury em 1993

Entre as estações Salta e Socompa, na fronteira com o Chile sobre a Cordilheira dos Andes, transcorre o ramal C-14 da Ferrovia General Belgrano, conhecido popularmente como Trem para as Nuvens por ter trilhos por em cima dos 4.000 msnm. Suas origens se remontam a 1899, quando se realizaram estudos preliminares sobre a facilidade do traçado de uma linha férrea para sair para Puna. Em 1905 a lei nacional 4.683 encarregou novos estudos, porém que a lei 4.813 autorizou ao poder executivo a construir o primeiro tramo da ferrovia, entre Cerrillos e Rosario de Lerma. Em 1906, novos estudos planejaram como possibilidades para acender para a Puna a Quebrada de Humahuaca ou a Quebrada do Toro, seguindo-se estudos que acostumaram seguir uma ou outra.
A iniciativa se reavivou com a eleição como presidente, em 1916, de Hipólito Yrigoyen, quem afirmou que a obra devia romper "a forma primitiva do solar colonial. Porta a frente com larguíssimo fundo cego detrás". Arredor da construção da ferrovia se deu uma luta de interesses no Congresso Nacional entre os partidários de uma concessão a capitais britânicos e que defendiam a execução da obra por parte do Estado. Em 1920 os técnicos da empresa Ferrocarriles del Estado asseguraram a viabilidade do projeto, por então com terminal projetada no passo de Huaytiquina, e aconselharam sua imediata iniciação. A causa do traçado inicial é que o ramal C-14 é também denominado Ferrovia Huaytiquina.
Contratou-se então um grupo de expertes para levar adiante o projeto, encabeçados pelo engenheiro estadunidense Ricardo Maury, começando a construção em 1921.

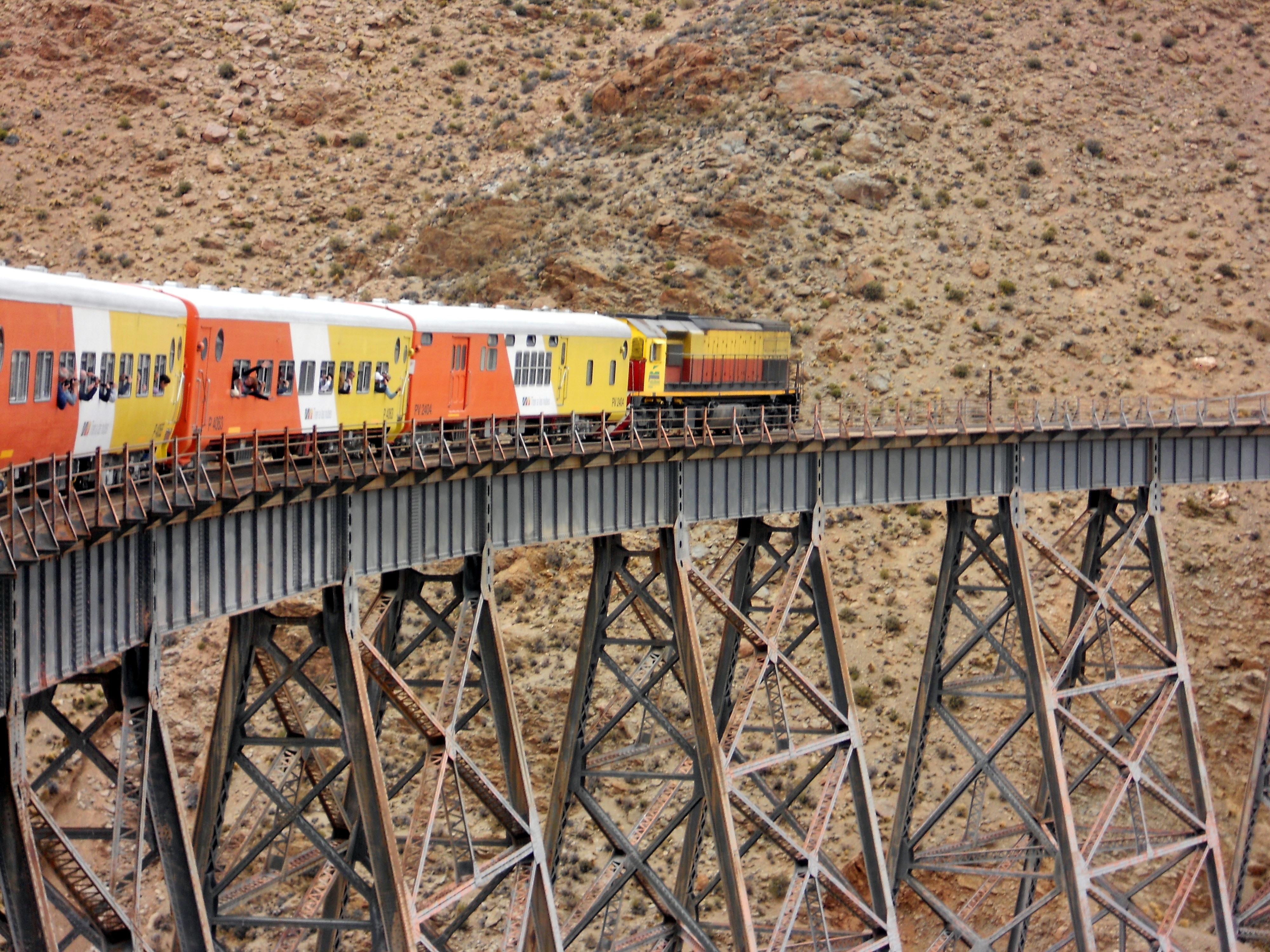
Formação do Trem para as Nuvens em 2012

Em 1930 o golpe de Estado que depôs ao presidente Yrigoyen levou a paralisação das obras por seis anos, havendo-se habilitado unos poucos quilômetros — incluindo o viaduto La Polvorilla, o mais importante de toda a linha, com 224 m de comprimento, 70 de altura e 1 600 toneladas de peso—. Maury foi separado de seu cargo pelo interventor militar. Os trabalhos recentes se reiniciaram em 1936, alcançando Olacapato em 1941, Unquillal em 1944 e Tolar Grande em 1945. Em 1946, o recentemente eleito Juan Domingo Perón deu um novo impulso ao projeto, a vez que por razões técnicas se cambiava o passo de Huaytiquina pelo de Socompa.

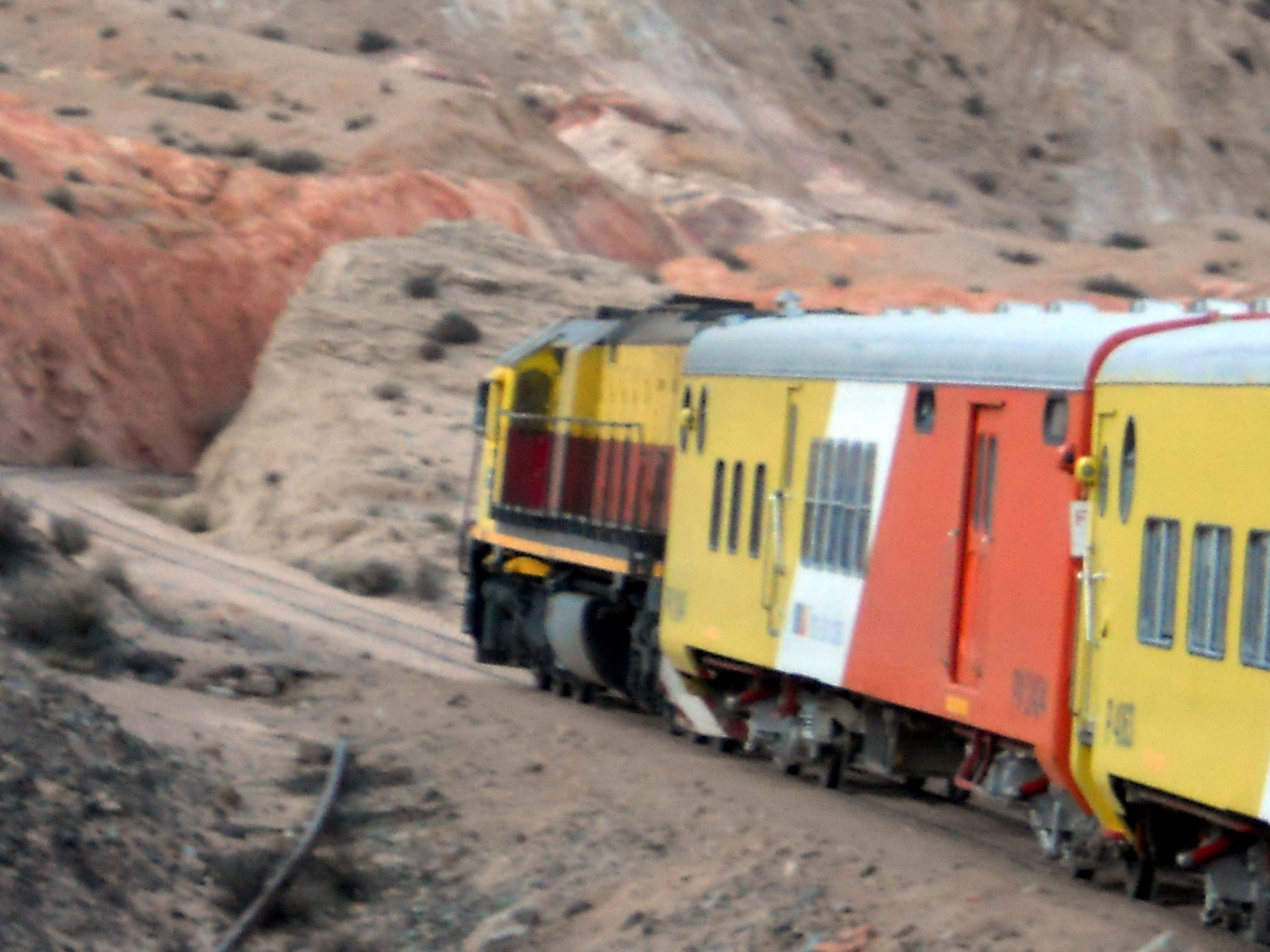

Em 17 de janeiro de 1948 os vagões chegaram ao destino, unindo-se em Socompa com os chilenos. A obra foi inaugurada oficialmente em 20 de fevereiro desse ano, 59 anos depois de realizados os primeiros estudos. O trajeto atravessa um total 29 pontes, 21 túneis, 13 viadutos, 2 cachos e 2 zig - zags. Recém em 1971 surgiu à ideia, por parte das autoridades da Ferrovia Belgrano, de fazer correr sobre o ramal um trem turístico. Esse ano se fez correr um trem experimental para realizar-se em 16 de julho de 1972 s viaje inaugural do que se chamaria Trem para as Nuvens. No jargão técnico da Ferrovia Belgrano, o percurso do serviço turístico recebe o nome Salta - Kilómetro 1350, usando o comboio 809 ao subir e o 810 ao descer.
O serviço continuou prestando-se em forma ininterrupta até 1990, com o inicio do processo de privatização e concessão de Ferrocarriles Argentinos. Em 1991 se retomou o serviço, esta vez em mãos privadas; em 2005 o Estado salteño rescindiu a concessão para buscar um novo operador. Ao rescindir-se o contrato com a anterior concessionária, a empresa Trens e Turismo, o serviço ficou suspendido. Recentemente em 6 de agosto do 2008 voltou a funcionar em forma provisória, para fazer-lo normalmente desde em 6 de agosto de 2008, esta vez operado pela empresa privada argentina Ecotrem. O trem sai todos os quarta-feira, sexta-feira e domingos as 7:05 desde Salta, regressando as 22.15. Calcula-se que unos 30.000 turistas fazem o passeio cada ano, que a sua vez é a única conexão de várias localidades a seu passo. No verão, de dezembro a março, o Trem do Sol vai de Salta a estação Diego de Almagro, a 3.500 msnm.
Para situações de emergência o trem leva em cada viagem, além da locomotiva que arrasta a formação, outra adicional.

## Ligações Externas
- Site dedicado ao ramal C-14 e o Trem para as nuvens
- Site web de Ferrovías
- Site web de FerroClub Ferrocarril General Belgrano Norte
- Origens do Belgrano Norte
- Trem para as Nuvens - Noroeste Argentino - Site web oficial
- Resenha histórica do Belgrano Norte
- Todo Trens Argentina
- Resenha histórica do Belgrano Sur
- Historia do Trem para as Nuvens
- O trem para as nuvens sua historia
- Atlas Ambiental de Buenos Aires: Unidades Temáticas > Transporte > Terrestre > Tren > Linha Belgrano Norte
- Mapa de 1944, com a red do ex-Ferrocarril Central Córdoba, atual Ferrocarril Belgrano
- Atlas Ambiental de Buenos Aires: Unidades Temáticas > Transporte > Terrestre > Tren > Linha Belgrano Sur
- Recuperação e Transformação do Ferrocarril Belgrano Cargas S.A.
- Processo de Recuperação Empresarial do Ferrocarril Belgrano Cargas S.A.